# Mossatjärnen (Vilhelmina socken, Lappland)
Mossatjärnen är en sjö i Vilhelmina kommun i Lappland och ingår i Ångermanälvens huvudavrinningsområde.